# Вальтер Вефер (генерал)
Вальтер Вефер (нім. Walther Wever; 11 листопада 1887 — 3 червня 1936) — німецький офіцер, один із творців люфтваффе, генерал-лейтенант.

## Біографія
15 березня 1905 року вступив у 10-й гренадерський полк. З 1 жовтня 1912 року — ад'ютант батальйону. Учасник Першої світової війни на Західному фронті, з 20 грудня 1914 року — ад'ютант 21-ї піхотної бригади. З червня 1916 року — на штабних посадах, зарекомендував себе талановитим тактиком і організатором. З жовтня 1917 року — ад'ютант генерала Еріха Людендорфа.
Після демобілізації німецької армії прийнятий на службу в 100-тисячний рейхсвер; мав повагу головнокомандувача генерала Ганса фон Зекта; служив на різних штабних посадах. З 1 жовтня 1924 року — командир роти 4-го піхотного полку, з 1 лютого 1927 року — референт Імперського військового міністерства, з 19 жовтня 1929 року — командир батальйону 12-го піхотного полку. 1 жовтня 1931 року знову переведений в Імперське військове міністерство, з 1 березня 1932 року — начальник відділу військово-навчальних закладів. Вважався одним з найталановитіших і найперспективніших офіцерів Генштабу.

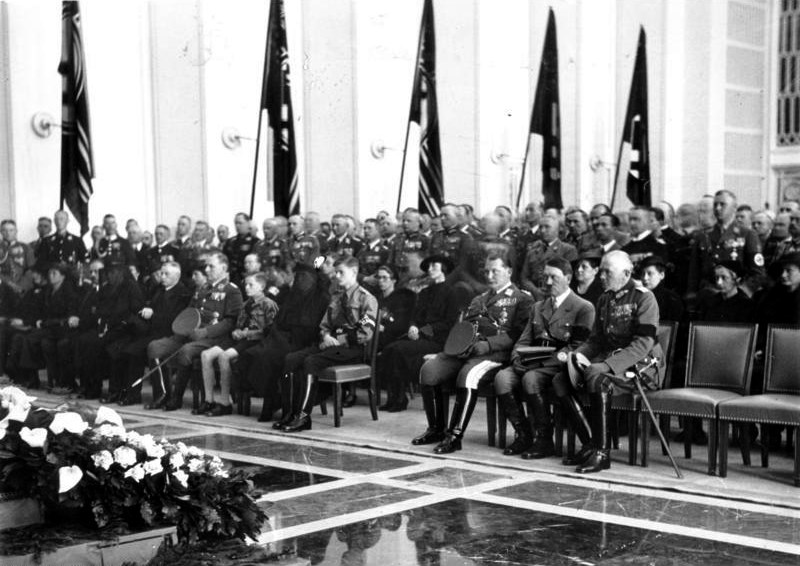
Похорон генерал-лейтенанта Вефера (Берлін, 6 червня 1936 р.)

При створенні люфтваффе 1 вересня 1933 року був переведений із сухопутної армії в Імперське міністерство авіації, де 1 вересня 1933 року зайняв пост начальника Командного управління — прообразу Генштабу люфтваффе (перетворений у Генштаб уже після смерті Вефера 1 серпня 1936 року). У короткі терміни Вефер розробив концепцію розвитку військової авіації. Наполіг на створенні важкої бомбардувальної авіації дальнього радіусу дії. Завдяки наполегливості Вефера у 1936 році почалися випробування машин Junkers Ju 89 і Dornier Do 19. Умів знаходити спільну мову зі співробітниками, стояв осторонь від інтриг, що панували в керівництві люфтваффе. Як переконаний нацист стверджував, що майбутні люфтваффе або будуть нацистськими, або не будуть існувати взагалі. Фактично саме Вефер був творцем люфтваффе як виду збройних сил. 3 червня 1936 року, після виступу перед курсантами Дрезденського військово-повітряного училища, Вефер мав летіти до Берліну. Разом з пілотом він злетів з аеродрому на Heinkel He 70 Blitz, але пілот не впорався з керуванням, внаслідок чого літак врізався в землю і вибухнув.
Після смерті Вефера його дітище — 4-моторний бомбардувальник дальнього радіусу дії — не був запущений у виробництво: через це уральський промисловий район СРСР опинився поза зоною дії люфтваффе.

## Оцінка сучасників
На похороні Вефера Герман Герінг сказав: «Він був натхненним прикладом для всіх нас — цілеспрямована, скромна, велика людина й блискучий офіцер. Немає слів, щоб описати його внесок у загальну справу. У тому, що люфтваффе існують сьогодні — заслуга його невтомної роботи.»

## Звання
- Фанен-юнкер (15 березня 1905)
- Фанен-юнкер-унтерофіцер (18 серпня 1905)
- Фенріх (18 листопада 1905)
- Лейтенант (18 серпня 1906)
- Оберлейтенант (19 лютого 1914)
- Гауптман (18 червня 1915)
- Майор (1 лютого 1926)
- Оберстлейтенант (1 квітня 1930)
- Оберст (1 лютого 1933)
- Генерал-майор (1 жовтня 1934)
- Генерал-лейтенант (1 квітня 1936)

## Нагороди
- Залізний хрест 2-го і 1-го класу
- Орден «За заслуги» (Баварія) 4-го класу з мечами
- Орден Альберта (Саксонія), лицарський хрест 1-го класу з мечами
- Орден Фрідріха (Вюртемберг), лицарський хрест 1-го класу
- Хрест «За військові заслуги» (Мекленбург-Шверін) 2-го класу
- Хрест «За заслуги у війні» (Мекленбург-Стреліц) 2-го класу
- Хрест «За військові заслуги» (Брауншвейг) 2-го і 1-го класу
- Орден дому Саксен-Ернестіне, лицарський хрест 2-го класу
- Хрест «За військові заслуги» (Австро-Угорщина) 3-го класу з військовою відзнакою
- Галліполійська зірка (Османська імперія)
- Королівський орден дому Гогенцоллернів, лицарський хрест з мечами
- Почесний хрест ветерана війни з мечами
- Медаль «За вислугу років у Вермахті» 4-го, 3-го, 2-го і 1-го класу (25 років)
- Комбінований Знак Пілот-Спостерігач в золоті з діамантами (11 листопада 1935)

## Ушанування пам'яті

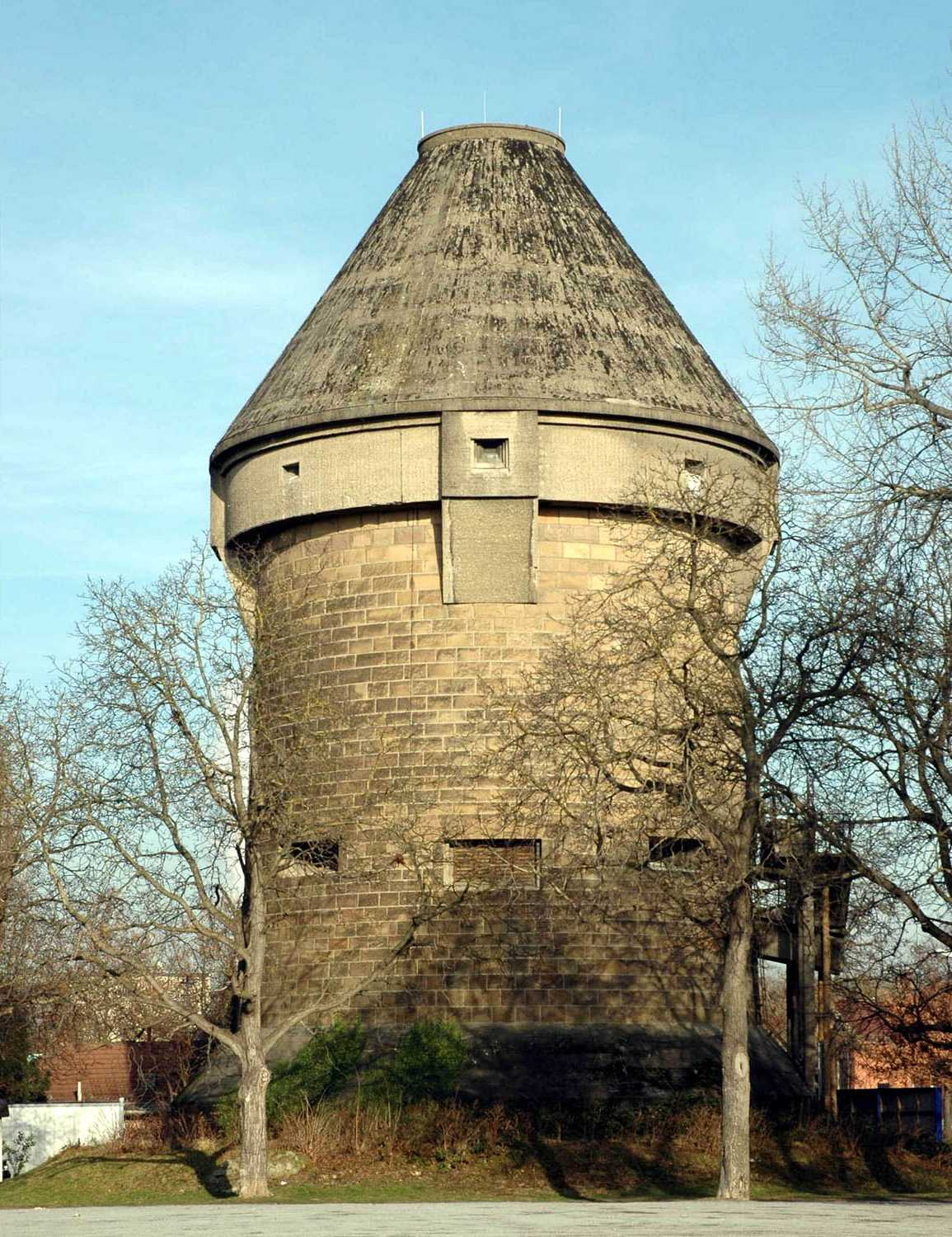
Терезіанська вежа (раніше — вежа генерала Вефера)

Ім'я Вефера носять вулиці в численних німецьких містах, а також казарми в Ганновері і Райні. Раніше його ім'я носили казарми в Потсдамі і Мюнхені, а також вежа в Гайльбронні (тепер — Терезіанська вежа).